# Quoya paniculata
Quoya paniculata là tên khoa học của một loài thực vật có hoa thuộc họ hoa môi và là loài đặc hữu của khu vực phía tây nước Úc. Nó là một loài cây bụi với lá và cành phủ đầy lông tơ. Hoa của chúng mọc thành cụm, chung quanh nó cũng có mọc lông tơ. Hoa có hình dạng như cái chuông, có màu tím đậm hoặc màu hoa cà đậm (hay là màu của hoa tử đinh hương đậm). Loài cây này tương tự như loài Dasymalla axillaris và Dáymalla terminalis, tuy nhiên, điểm cuối của lá và khu vực phân bố của chúng khác nhau.
Quoya paniculata là một loại cây bụi mọc thẳng đứng, cao tới khoảng 1,0 m (3 ft) và có những nhánh cây phủ đầy lông tơ màu trắng xanh. Lá của chúng mọc đối xứng với nhau thành cặp, có hình elip hoặc là thuôn dài như như hình cây giáo nhưng điểm cuối của lá lại là hình nêm và có độ dài 3 đến 6 cm (1 đến 2 in), rộng 0,6 đến 1,5 cm (0,2 đến 0,6 in).
Mùa ra hoa vào khoảng từ tháng 5 đến tháng 12, sau đó sẽ kết trái cho ra quả có hình cầu, cũng phủ lông và vẫn giữ lá đài.
Quoya paniculata lần đầu tiên được mô tả chính thức vào năm 1864 bởi Ferdinand von Mueller và được xuất bản trong Fragmenta phytographiae Australiae từ quan sát một mẫu vật được thu thập bởi Maitland Brown gần vịnh Shark. Tên của loài paniculata là một từ tiếng Latin có nghĩa là "mọc thành búi".
Năm 1870, George Bentham đổi tên thành Pityrodia paniculata, nhưng vào năm 2011, Barry Conn, Murray Henwood và Nikola Streiber đã đổi tên thành Q. paniculata.
Loài này mọc trên cát và đất sỏi trên các bãi cát sỏi chủ yếu giữa Geraldton và Karratha. Ngoài ra chúng còn ở các vùng sinh vật học Carnarvon, Dampierland, Gascoyne, Murchison và Pilbara.
Quoya paniculata được phân loại là "không bị đe dọa" bởi Department of Parks and Wildlife của chính phủ Tây Úc.